# Людериц
Лю́дериц (англ., нім. Lüderitz) — невеликий рибальський та торговельний порт на атлантичному узбережжі Намібії, адміністративний центр однойменного округу (53 063 км²) в намібійському регіоні Карас. Населення близько 20 000 осіб (2005).

## Географія
Людериц розташований на єдиній на намібійському узбережжі скелястій ділянці берега — решту берегової лінії від Кунене на півночі до Оранжевої на півдні складає пустеля. Місто розташоване між пустелею Наміб і Атлантичним океаном, на відкритих океанським вітрам кам'янистих берегових пагорбах вглибині бухти Людериц. Широкий однойменний скелястий півострів з безліччю малих бухточок і заток відокремлює бухту від океану. Три невеличких острівця — Пінгвінів, Тюленів та Фламінго — розташовані в межах бухти. Четвертий острів — острів Акул, розташований безпосередньо перед містом, зараз з'єднаний з берегом насипом і перетворився на мис, який відокремлює міський порт від решти бухти.
Ще дванадцять невеликих островів розташовані біля океанського узбережжя на північ та південь від Людерицу; вони відомі під загальною назвою островів Пінгвінів, чи іноді Гуанових островів. На частині з них збереглися колонії пінгвінів, однак значну кількість гуано збирають з них досі — морські птахи, зокрема баклани і олуши, гніздяться на усіх довколишніх островах. Острови голі і безплідні, лише декілька кущів ростуть на острові Позешн, найбільшому в групі, що має площу близько 90 га.
За містом, прихована від моря пагорбами, на яких стоїть Людериц, вглиб країни йде шосейна дорога. Приблизно за 10 км від міста вона проходить повз місто-примару Колмансхуп, засноване в місці, де вперше були знайдені алмази, а потім покинуте. Далі шосе перетинає пустелю; наступне людське поселення — містечко Аус  — знаходиться за 125 км на схід. За винятком притиснених одна до одної будівель міста та маяка на краю півострова довколишній краєвид майже не відрізняється від того, що його спостерігав Бартоломеу Діаш, який відвідав ці береги 1487 році.

## Історія

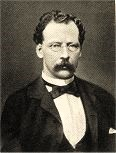
Адольф Людериц

Португальський мореплавець Бартоломеу Діаш, повертаючись зі свого плавання до мису Доброї Надії, в 1487 році першим з європейців висадився в бухті, яку він назвав Затокою Святого Христофора (порт. Golfo de São Christovão) по імені свого флагманського корабля. Перш ніж відплисти далі, португальці встановили на березі (це місце зараз має назву Diaz Point) традиційний кам'яний хрест з гербом («падрау») як ознаку того, що цей берег приєднується до володінь португальської корони. Оригінальний хрест за минулі століття був значно пошкоджений вивітрюванням, і в 1929 році його було замінено на копію. Спотворений вітром майже до невпізнання оригінал зараз знаходиться в музеї Кейптауна (ПАР).
Пізніше картографи позначали це місце як Ангра-душ-Ільєуш (Angra dos Ilheos, «бухта Островів»), а потім — Ангра-Пекена (Angra Pequena, «Мала бухта»). Протягом наступних чотирьох сторіч ці місця не відвідувалися європейцями; узбережжя, практично позбавлене зручних гаваней (за винятком бухти Уолфіш-Бей далі на північ), і безплідна і практично ненаселена пустеля внутрішніх районів країни не становили ніякого інтересу для європейських колоніальних держав. Лише в середині XIX ст. на нетривалий час ці береги сповнилися китобоями та добувачами гуано (особливо багаті залежи розроблялися на острові Ікабу), однак цей бум тривав недовго, і з вичерпанням покладів гуано узбережжя знову спорожніло.
В 1883 році в бухті Ангра-Пекена висадився бременський торговець тютюном Адольф Людериц. Разом зі своїм співробітником і компаньйоном Генріхом Фогельзангом вони придбали у ватажка місцевих орламів (голландсько-африканських метисів, які жили далі вглиб континенту) Йозефа Фредерікса ділянку узбережжя 40 миль вдовж берега і 20 миль вглиб, на якій влаштували торговельну факторію.
За ділянку землі площею приблизно 2600 км² ватажок орламів отримав від німців 100 фунтів золотом і 250 гвинтівок. Однак після складення угоди продавцю пояснили, що малися на увазі не англійські (1,8 км), а, зрозуміло, прусські милі, які дорівнюють 7,5 км, і, таким чином, придбана ділянка мала розмір 300 на 150 км і площу 45 000 км². Ця шельмівська комбінація увійшла до історії під назвою «шахрайство з милями».

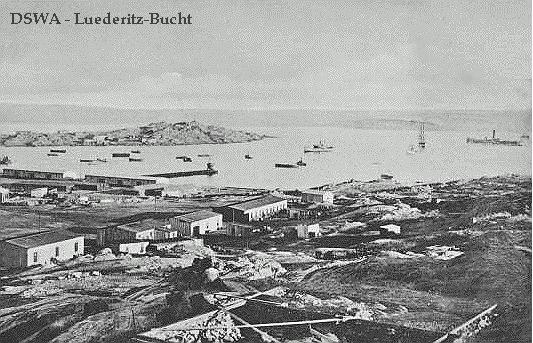
Людериц в 1900 році

24 квітня 1884 року Людерицу вдалося отримати гарантії безпеки для свого володіння від німецького уряду, і в бухті Ангра-Пекена (яку було перейменовано на бухту Людериц), виникло невеличке рибальське поселення того ж імені, яке стало першим осередком поширення німецького колоніального впливу в південно-західній Африці. Людериц придбав цю на перший погляд нікчемну землю, сподіваючись знайти на ній корисні копалини, однак їх ретельні і дуже коштовні пошуки не принесли результату. Людериц озлиднів і був змушений продати свій величезний маєток Німецькому Південноафриканському Колоніальному товариству. В 1886 році Людериц зник безвісти під час геологорозвідувальної експедиції до Оранжевої ріки. Наприкінці 1880-х років Колоніальне товариство, неспроможне ефективно керувати колонією, передало її в безпосереднє відання німецького уряду.
Незначне і дуже обмежене господарське пожвавлення почалося в крихітному містечку Людериц в 1904 році, коли тут були розквартировані солдати підрозділу німецького колоніального війська, які воювали з повсталими тубільцями нама. За тих часів містечко набуло сумної відомості завдяки концентраційному табору, який було влаштовано на розташованому неподалік від узбережжя острові Акул. В цьому таборі утримувалися орлами і нама, які були захоплені в полон під час придушення повстання, разом з їхніми сім'ями. З близько 2000 в'язнів табору через жахливі гігієнічні та кліматичні умови пощастило вижити лише близько 450. Під енергійним тиском з боку працюючих в країні німецьких місіонерів табір був закритий і перенесений до внутрішніх районів країни.
В 1908 році, в околицях містечка були знайдені алмази, що спричинило потужний, хоча й короткочасний господарський бум. Перший алмаз знайшов чорношкірий робітник Захаріас Левела, який працював на будівництві вузькоколійної залізниці, під час розчищення занесеної піском колії. Він відніс його своєму майстру Августу Штауху, котрий відразу після цього разом зі старшим інженером Сьонке Ніссеном швидко придбав права на розвідку корисних копалин в цьому районі, що зробило їх обох мільйонерами; Захаріас Левела не отримав зі своєї знахідки нічого. В наступні роки Людериц бурхливо розвивався як процвітаючий торговельний порт. Регіон на південь від Людерицу, площа якого дорівнювала Бельгії, був проголошений забороненою алмазною зоною — Шпергебітом (нім. Sperrgebiet), доступ до якої був суворо обмежений; в поселенні Колмансхуп, що виникло в пустелі неподалік від Людерицу, була влаштована штаб-квартира південноафриканської алмазодобувної компанії CDM (англ. Consolidated Diamond Mines), яка здобула монопольні права на розробку алмазних родовищ. Розвиток промислового видобутку алмазів в регіоні і пов'язаний з ним приток старателів і шукачів швидкої наживи до Колмансхупа створили умови для сталого економічного розвитку в Людериці, і він швидко перетворився на сучасне розвинене місто.

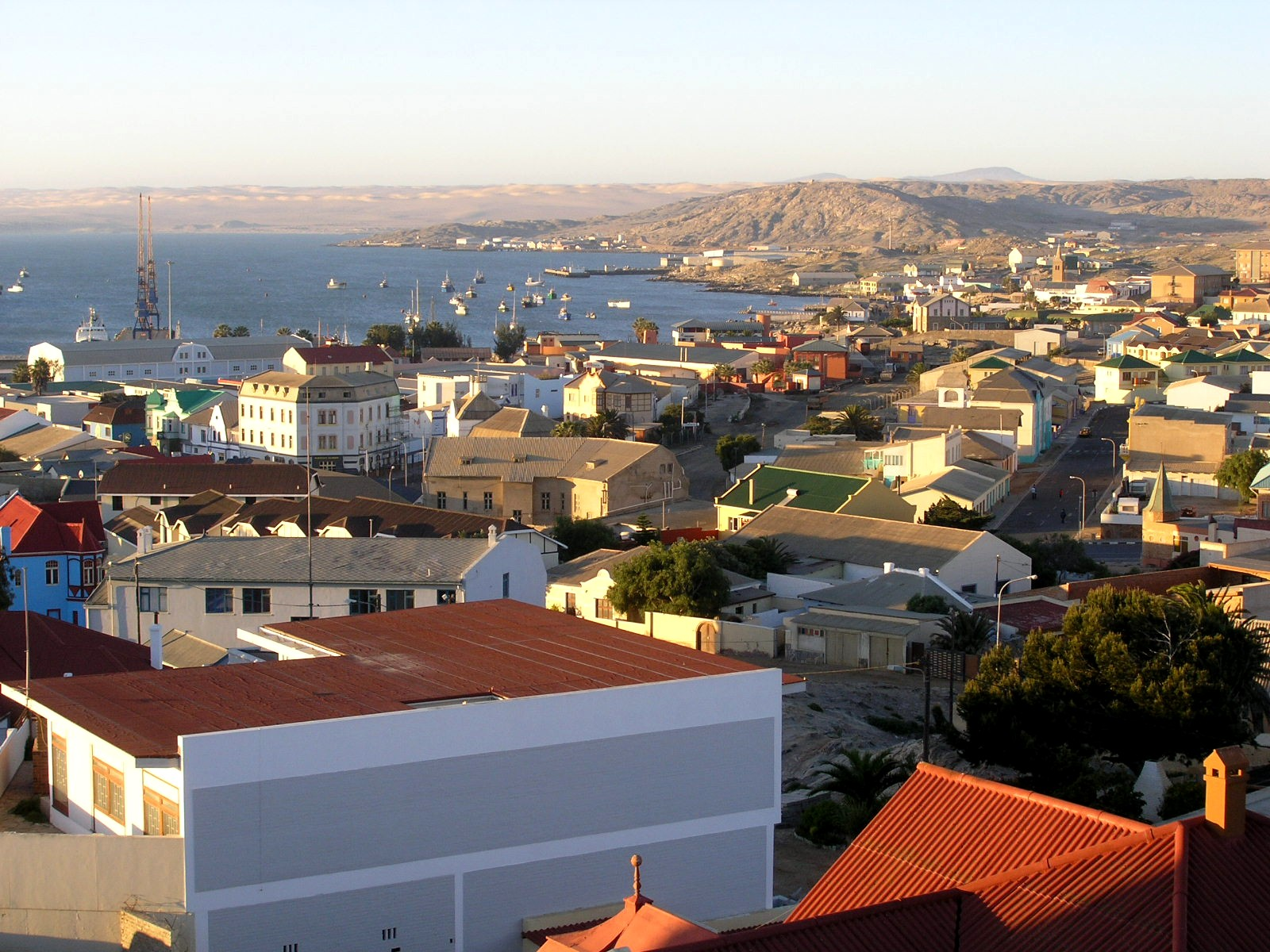
Вид на Людериц з Фелсенкірхе на Алмазній горі.

Після 1920 року Людериц почав втрачати своє значення по мірі того, як найприбутковіший видобуток алмазів поступово зсувався на південь. Замість цього в місті почало повільно розвиватися комерційне рибальство і пов'язане з ним мале суднобудування, а також з'явилися дрібні килимоткацькі підприємства, що користувалися сировинною базою вівчарства, розвиненого в континентальному регіоні південної Намібії. Але окрім цього Людериц мало що міг запропонувати своїм жителям, і колись процвітаючому місту почала загрожувати така ж доля, що раніше спіткала Колмансхуп, який після перенесення в 1943 році штаб-квартири CDM на південь до Ораньємунду прийшов в занепад, а к 1956 був повністю покинутий жителями, перетворившись на місто-примару. 
Відкриття родовищ природного газу (родовище Куду) на довколишньому океанському шельфі наприкінці XX ст. принесло в Людериц нові сподівання. Економічно вигідним може виявитися також проект переробки водоростей, величезні маси яких викидає океаном на берег поблизу міста; водорості можуть стати джерелом цінних речовин для харчової та парфумерної промисловості. Пожвавити економіку міста можуть також засновані в його околицях устричні ферми.
В 1983 році до святкування сторіччя заснування міста були відреставровані численні будови колоніальної доби; місто значно поліпшило свій зовнішній вигляд і почало приваблювати туристів.

## Економіка і населення

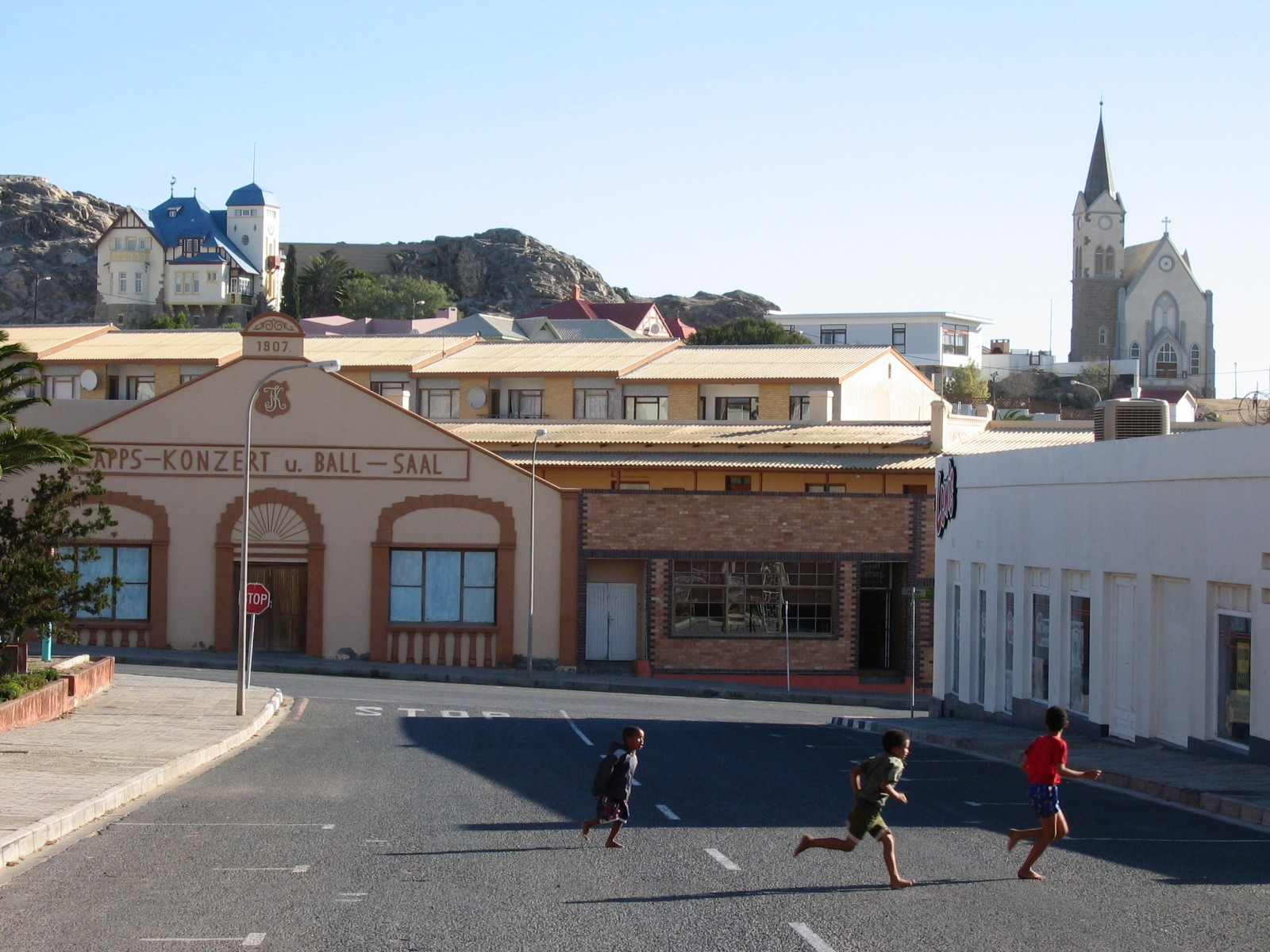
Будівля «Концертного залу Каппа», зараз — Каппс-готель. На задньому плані ліворуч — Герке-хаус, праворуч — Фелсенкірхе.

За теперішнього часу базою міської економіки є туризм і рибальство. Особливого розвитку набув вилов лангустів, які експортуються звідси до таких далеких країн, як Іспанія і Японія. Людериц є базою великої флотилії дрібних рибальських суден, і для запобігання вичерпуванню місцевих рибних ресурсів уряд країни встановлює квоти вилову. Бухта Людериц мілководна; міський порт не може обслуговувати важкі океанські судна, а кам'янисте дно бухти не дозволяє штучно поглиблювати фарватер, тому великі судна розвантажуються за допомогою ліхтерів (невеликих барж). Можливості порту дещо розширилися після побудови довгого пірсу, до якого можуть швартуватися більші за розміром рибальські судна.
Місто постачається прісною водою підземного стоку сезонної річки Койхаб, яка губиться в дюнах пустелі Наміб, за допомогою водоводу довжиною 130 км. Також в місті діє опріснювальний завод.
Місто зв'язується з рештою країни шосейною дорогою і залізницею, які уходять від міста на схід, перетинаючи пустелю і змикаючись з внутріконтинентальною транспортною мережею країни; берегове шосе, що біжить на південь, з'єднує Людериц з Ораньємундом біля гирла Оранжевої на кордоні з ПАР.
В останні роки економічний розвиток міста значно пожвавився; особливо динамічно розвивається сфера туризму, помітно зростає населення.

## Туристські пам'ятки

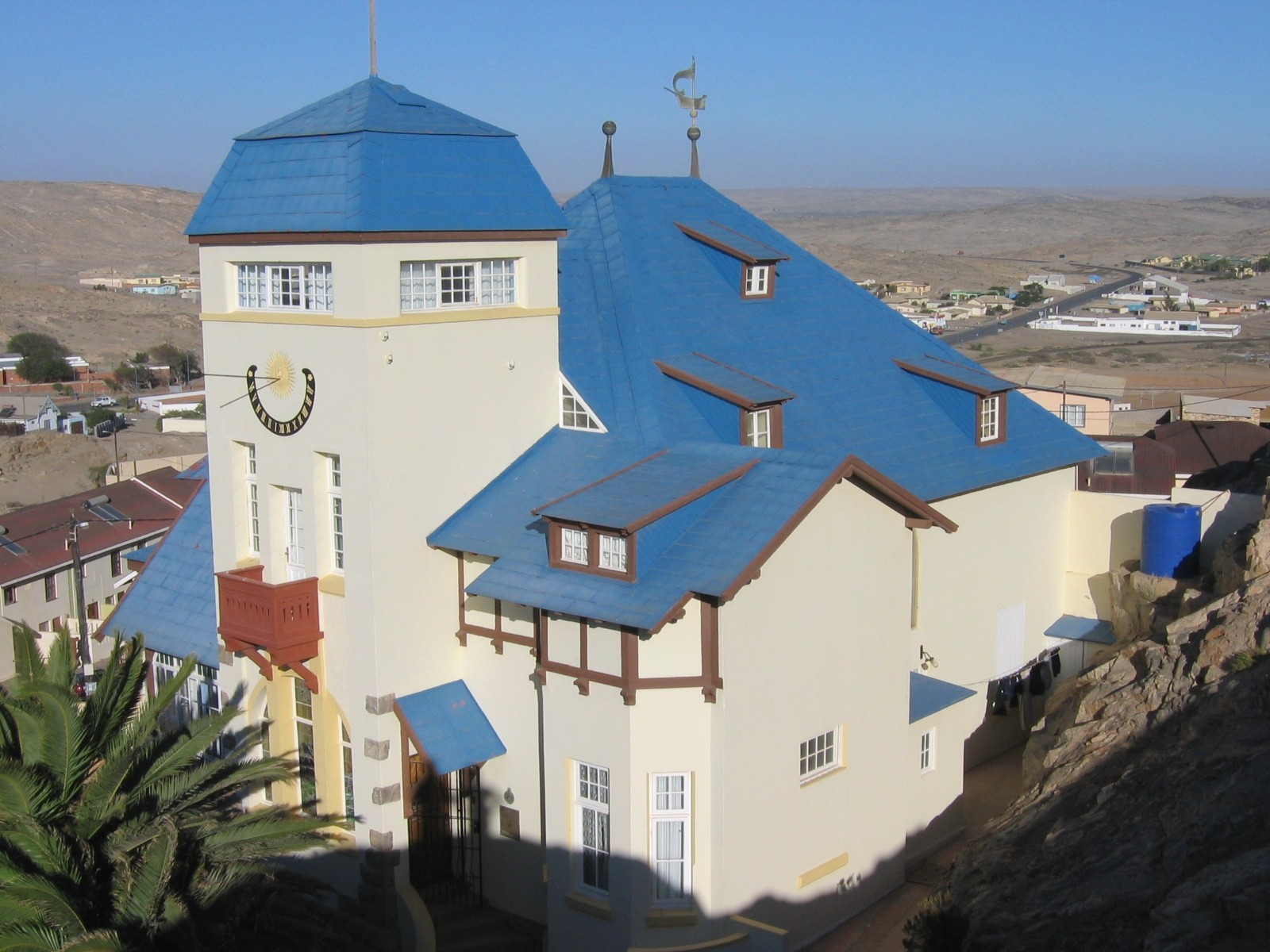
Горке-хаус

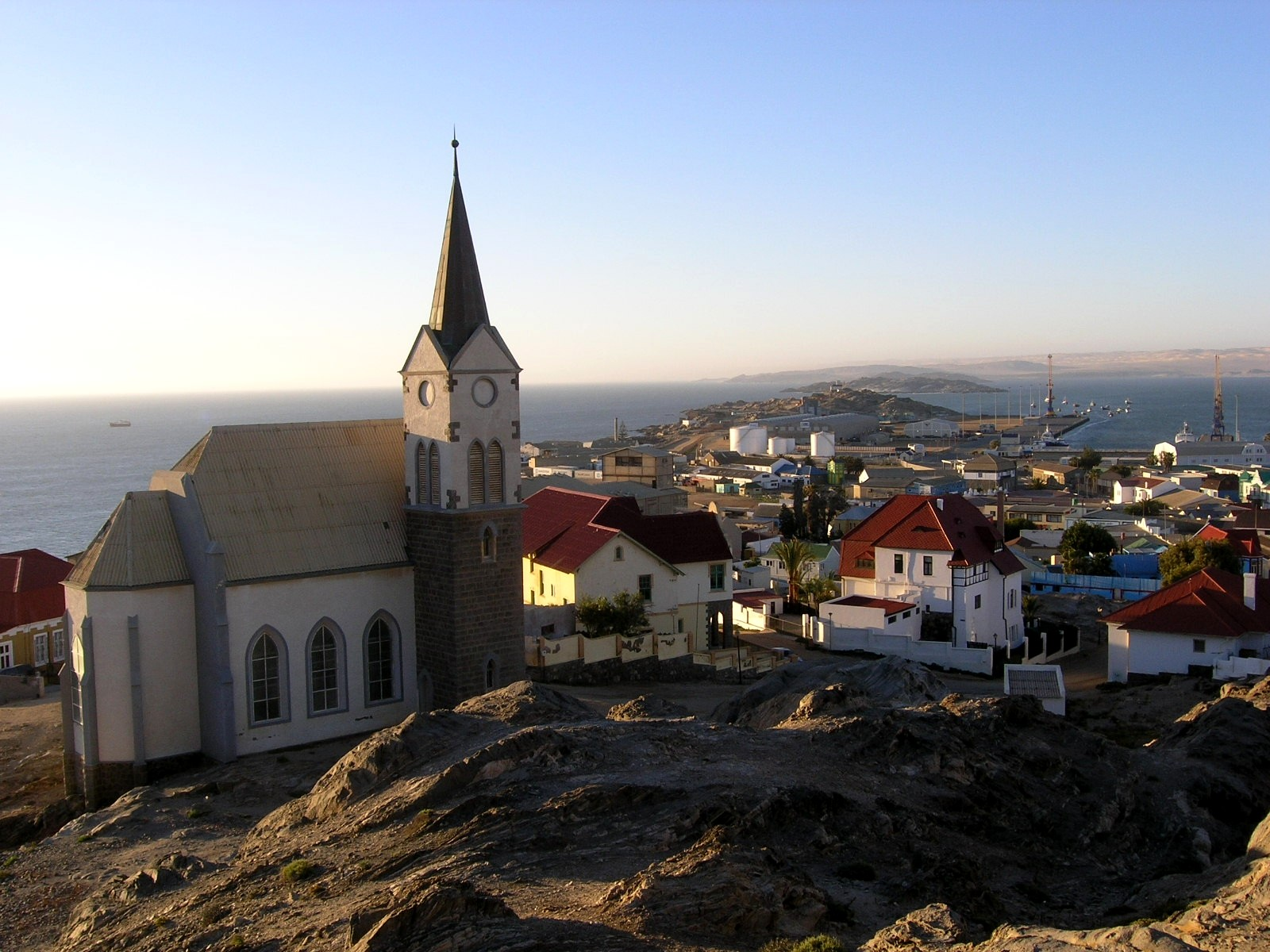
Фелсенкірхе

Людериц досі значною мірою зберігає вигляд і атмосферу часів, коли країною володіла Німеччина. В місті збережено багато пам'яток німецької колоніальної архітектури. Колоніальний стиль і досі панує в історичному центрі міста, особливо в районі вулиць Рінгштрассе, Бісмаркштрассе, Бергштрассе і Банхофштрассе, які також зберегли свої назви з колоніальної доби. Особняки зі склепіннями, вежами та башточками, з мансардами і вікнами в нішах, з еркерами на перших поверхах, прикрашеними фронтонами і приміщеннями з прозорим дахом для захисту від вітру, який тут дме майже постійно, утворюють посеред африканської пустелі острівець провінціальної Німеччини середини XIX сторіччя.
Вулиці міста, за винятком кількох центральних, не заасфальтовані; це не створює великих проблем у місцевості, де майже ніколи не буває дощу.
Серед пам'яток колоніальної архітектури особливо помітний Горке-хаус (який також називають «діамантовий палац») — багата резиденція, побудована в 1909 році успішним бізнесменом Гансом Горке. Зараз в цьому особняку, який був відреставрований і обставлений антикварними меблями тієї доби, працює музей. Існує легенда, що цей схожий на замок дім будувався як резиденція для німецького кайзера, який мав відвідати Людериц, але цей візит так і не відбувся.
Іншою визначною пам'яткою колоніальної доби є Фельсенкірхе («Церква на скелі») — лютеранська церква, побудована в 1912 році на вершині кам'янистого пагорба. Церква з її «піднесеними» до неба формами являє собою зразок стиля англійської готики — його «вертикального» різновиду, який панував в вікторіанську епоху, а не найпопулярнішого в німецькій церковній архітектурі неоготичного стилю. Церква прикрашена вітражами і вражаючим різьбленням по дереву всередині; вікно над вівтарем — особистий подарунок німецького імператора Вільгельма II.